# Barbácio
Barbácio (em latim: Barbatio; m. 359) foi um oficial romano do século IV, ativo durante o reinado do imperador Constâncio II (r. 337–361). Também foi um comandante das tropas domésticas sob o césar Constâncio Galo, o que lhe garantiu uma promoção após a morte de Cláudio Silvano. Em 359, ele e sua esposa Assíria foram presos e decapitados por traição contra Constâncio, possivelmente como parte da conspiração de Arbício, um comandante sênior da cavalaria, e outro exponente das formas de conspiração e intriga política que tornaram-se parte do Império Romano Tardio.

## Biografia

### Queda de Galo

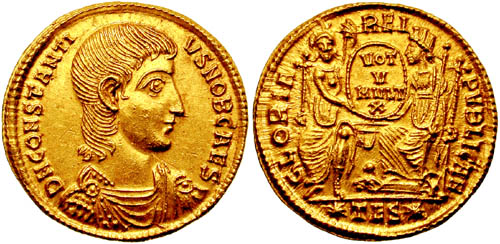
Soldo de Constâncio Galo r.

Barbácio, um soldado de origem desconhecida, começou a ascender quando foi nomeado para comandar as tropas domésticas do césar Constâncio Galo, um primo de Constâncio. Ele traiu sua posição de confiança, começando uma campanha de boatos contra Galo, o que levou a queda dele em 354. De acordo com um relato do historiador Amiano Marcelino, "Barbácio, depois de envolver com homem armados todas as partes do palácio que ficavam fora dos muros, entrou como a noite caindo, despojou o césar de seus trajes reais, e vestiu-o na túnica e manto de um soldado comum, assegurando-lhe, contudo, com repetidos juramentos que ele tinha a autoridade do imperador para contar-lhe que não sofreria nada mais". Ao contrário destas garantias, Galo foi levado para Pola, onde foi decapitado, e sua face mutilada após a execução. Por sua parte no assunto, Barbácio foi recompensando por Constâncio com uma série de promoções, fazendo-o comandante da infantaria da Gália após a morte de Cláudio Silvano em 355. De acordo com Amiano, Barbácio foi um homem de "maneiras ásperas e ambição, que incorreu ódio geral por sua traição do césar Galo".

### Carreira na Gália

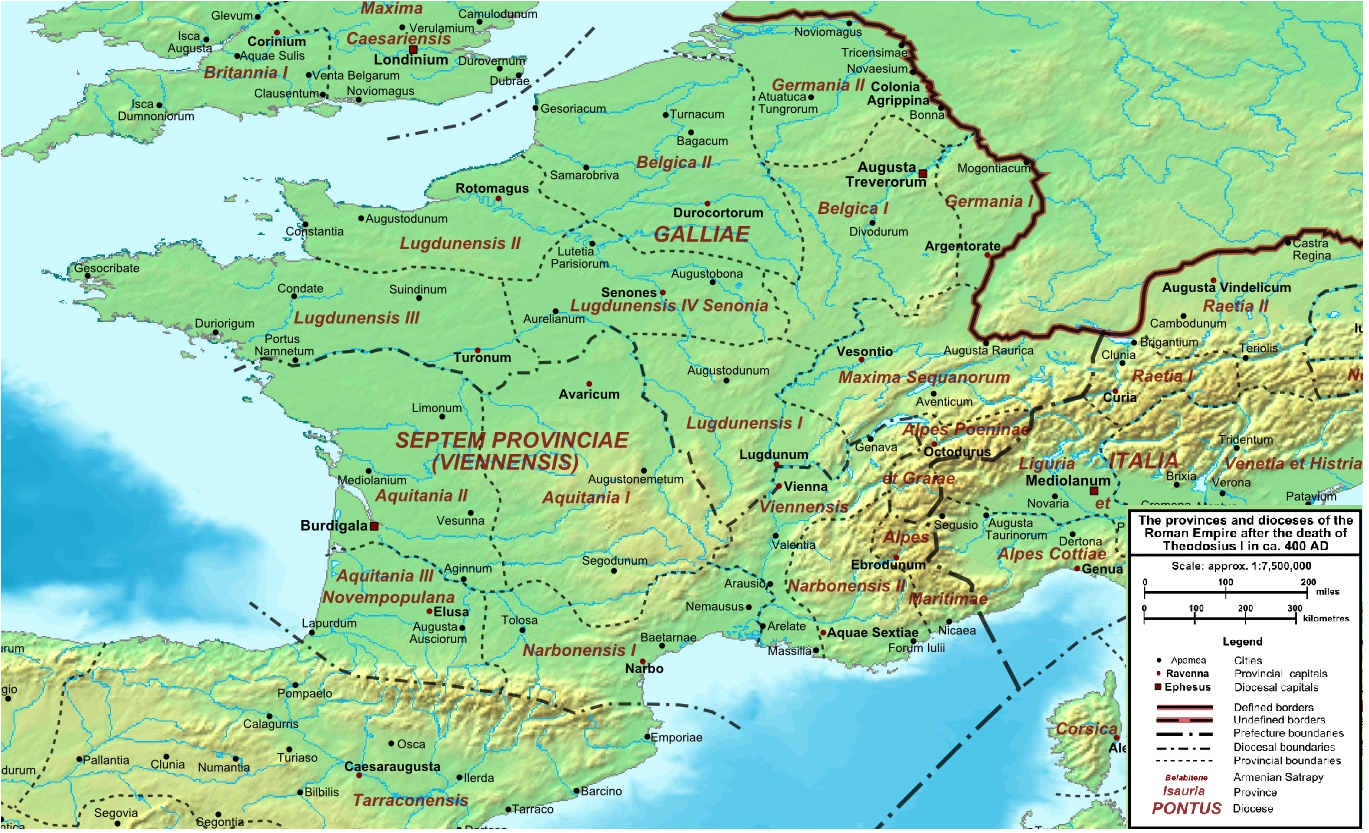
Diocese da Gália ca. 400

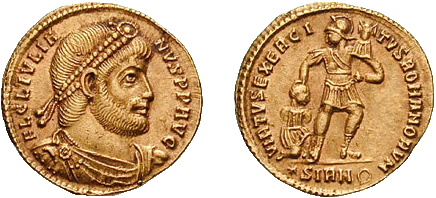
Soldo de Juliano

Em 357, durante o segundo ano de Juliano como césar, planos foram elaborados para uma ofensiva contra os alamanos, uma das tribos germânicas mais perigosas. Pretendia-se que dois exércitos, o primeiro comandado por Juliano e o segundo por Barbácio, avançassem em uma conhecida tática clássica romana, a fórceps ou fórfex, na qual formam-se alas divergentes, que abraçam e destroem o inimigo. Juliano então marchou de seu acampamento em Senones para Durocortoro, onde Barbácio moveu-se para norte com 25 mil tropas da Itália à Récia. Enquanto as marchas estavam em curso, outro tribo germânica, os letos, passou entre os exército e atacou Lugduno. Juliano enviou três esquadrões de cavalaria de elite para interceptá-los, atacando e matando um grande número deles quando estavam voltando do ataque com o butim. Os sobreviventes, todavia, conseguiram passar sem problemas pelo acampamento de Barbácio. O comandante desculpou-se com o imperador, acusando outros por sua negligência de ação.
Ainda mais tarde, Juliano exigiu de Barbácio alguns barcos para formar uma ponte flutuante sobre o Reno para perseguir outra tribo inimiga. Barbácio simplesmente queimou os barcos. As provisões destinadas ao exército de Juliano também foram destruídas. Finalmente, o movimento de pinça planejado foi frustrado quando Barbácio, nas palavras de Amiano, "... como se tivesse terminado a campanha com sucesso, distribuiu seus soldados nos quarteis de inverno e retornou à corte do imperador para moldar algumas acusações contra o césar, como era seu costume." Sua partida deixou Juliano aberto a um ataque, mas contra todas as expectativas ele derrotou os alamanos na batalha de Estrasburgo. Edward Gibbon sugere que Barbácio, que escapou de todas as reprimendas, podia ter apenas agido como se sob instrução. Gibbon escreve no A História do Declínio e Queda do Império Romano, "Mas as esperanças da campanha foram derrotadas pela incapacidade, ou do inimigo, ou de instruções secretas de Barbácio; que agiu mais como se tivesse sido um inimigo do césar e um aliado secreto dos bárbaros".

### Traição e morte

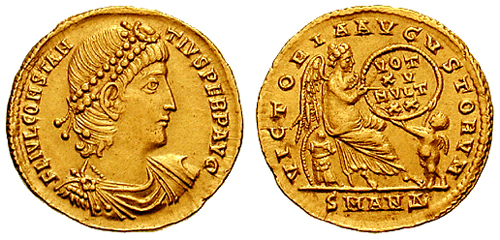
Soldo de r.

Em 359, com Barbácio afastado em outra campanha, sua esposa, Assíria, a quem Amiano descreve como uma "mulher indiscreta e boba", decidiu escrever-lhe, aparentemente com medo que quisesse abandoná-la. Sua carta, que não sobreviveu, deu a entender, no registro de Amiano, as próprias ambições imperiais de Barbácio, e possível intenção de casar-se com a imperatriz Eusébia no evento da morte de Constâncio. Não foi composta pela própria Assíria, mas por uma escrava, que tinha formalmente pertencido a Silvano, e pode possivelmente ter abrigado algum rancor contra seus novos proprietários. A serva imediatamente levou uma cópia de sua carta para Arbício ao mesmo tempo trouxe o assunto à atenção de Constâncio. Barbácio foi preso e confessou que tinha recebido a carta. Ele e Assíria foram subsequentemente executados.
Não há evidências de que Barbácio na verdade planejava matar Constâncio. De acordo com alguns historiadores, parece mais provável que, seguindo seu padrão habitual de comportamento, ele simplesmente desejava congraçar-se ainda mais com o imperador, com a possível esperança de tornar-se co-Augusto. É também questionável se a carta incriminadora continha as reais palavras de Assíria.